# Edgard Balbuena
Edgard Gabriel Balbuena (Capiatá, Departamento Central, 20 de noviembre de 1980) es un futbolista paraguayo. Juega de defensa central y su actual equipo es el Ovetense FBC de la División Intermedia.

## Trayectoria
En 2003 emigra por primera vez comparte la saga con el peruano Juan Pajuelo, Marcos Angeleri y Nicolas Ayr.
En 2007 es campeón de la Liga paraguaya con el Libertad con el dorsal 5 y compartiendo equipo con Víctor Cáceres, Carlos Bonnet y el argentino Pablo Guiñazú entre otros. En 2008 repite el plato y es campeón nuevamente con Libertad.
A mediados de 2010 llega al Juan Aurich de Chiclayo con el cual consigue un cupo a la Copa Sudamericana 2011 perdiendo con La Equidad por un global de 4 a 1.
Para el año 2011 es campeón nacional con el ciclón siendo pieza fundamental del equipo. Para 2013 cumple una campaña irregular con el Juan Aurich no alcanzando un cupo para algún torneo internacional quedando en el 8avo lugar.
En 2014 vuelve a una final nacional perdiéndola contra Sporting Cristal en un 3er partido el resultado fue 3 a 2 a favor de los del Rimac. En 2015 vuelve a cumplir una campaña irregular al quedar en el puesto 10.

## Clubes
| Club                        | País      | Año       | PJ  | Goles |
| --------------------------- | --------- | --------- | --- | ----- |
| Tacuary                     | Paraguay  | 1998      | -   | -     |
| Cerro Porteño               | Paraguay  | 1999-2002 | 85  | 2     |
| Atlético Colegiales         | Paraguay  | 2002      | 4   | 0     |
| Estudiantes de La Plata     | Argentina | 2003      | 12  | 0     |
| Olimpia                     | Paraguay  | 2004-2005 | 35  | 0     |
| Libertad                    | Paraguay  | 2005-2009 | 168 | 2     |
| Corinthians                 | Brasil    | 2009-2010 | 12  | 0     |
| Juan Aurich                 | Perú      | 2010-2011 | 61  | 6     |
| Independiente del Valle     | Ecuador   | 2012-2013 | 53  | 2     |
| Juan Aurich                 | Perú      | 2013-2015 | 48  | 7     |
| Caacupé FBC                 | Paraguay  | 2016      | 7   | 0     |
| Ovetense FBC                | Paraguay  | 2017      | -   | -     |
| Club General Martín Ledesma | Paraguay  | 2018      | -   | -     |
| Resistencia SC              | Paraguay  | 2023      | 10  | 0     |

## Palmarés

### Campeonatos nacionales
| Título                     | Club          | País     | Año  |
| -------------------------- | ------------- | -------- | ---- |
| Torneo Clausura            | Cerro Porteño | Paraguay | 1999 |
| Torneo Apertura            | Cerro Porteño | Paraguay | 2001 |
| Torneo Clausura            | Cerro Porteño | Paraguay | 2001 |
| Liga paraguaya             | Cerro Porteño | Paraguay | 2001 |
| Torneo Apertura            | Libertad      | Paraguay | 2006 |
| Liga paraguaya             | Libertad      | Paraguay | 2006 |
| Torneo Clausura            | Libertad      | Paraguay | 2007 |
| Liga paraguaya             | Libertad      | Paraguay | 2007 |
| Torneo Apertura            | Libertad      | Paraguay | 2008 |
| Torneo Clausura            | Libertad      | Paraguay | 2008 |
| Copa de Brasil             | Corinthians   | Brasil   | 2009 |
| Campeonato Paulista        | Corinthians   | Brasil   | 2009 |
| Campeonato Descentralizado | Juan Aurich   | Perú     | 2011 |
| Torneo Apertura            | Juan Aurich   | Perú     | 2014 |